# Gary Sinise

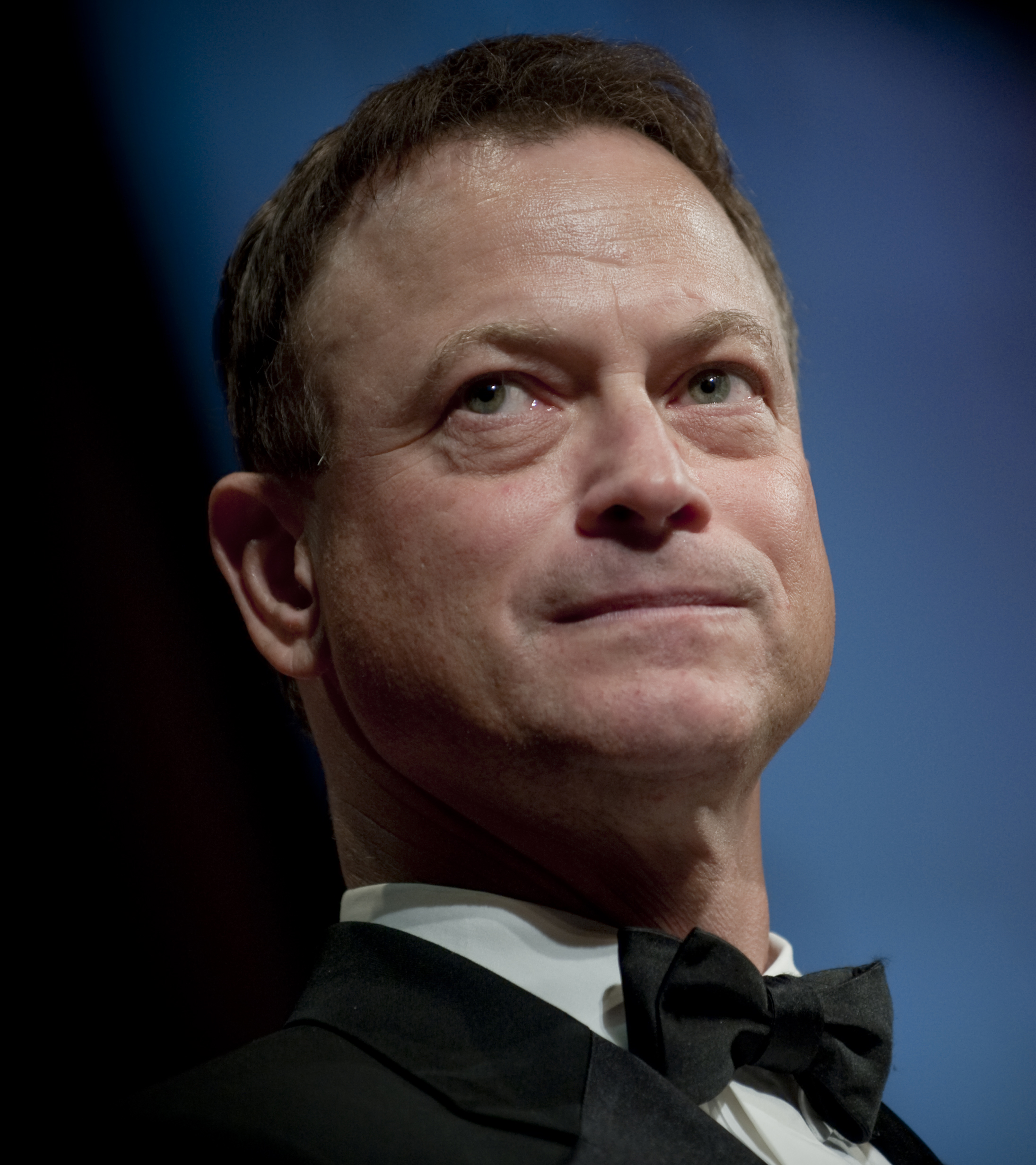
Gary Sinise (2009)

Gary Alan Sinise (* 17. März 1955 in Blue Island, Illinois) ist ein US-amerikanischer Schauspieler.

## Leben
Gary Sinise wurde 1955 in Blue Island, Illinois, als Sohn von Mylles S. (geborene Alsip) und Robert L. Sinise geboren. Sinises Großvater väterlicherseits war Italiener. Robert L. Sinise ist von Beruf Filmeditor und wirkte in dieser Eigenschaft 1992 auch an der Schauspiel- und Regiearbeit seines Sohnes Von Mäusen und Menschen mit. Als Jugendlicher besuchte Gary Sinise die Highland Park High School in Highland Park, Illinois.
Vor seiner Kinokarriere arbeitete Sinise vor allem am Theater. Gemeinsam mit Terry Kinney und Jeff Perry gründete er 1974 die Steppenwolf Theatre Company in Chicago. Dort übernahm er Rollen in zahlreichen Inszenierungen und fungierte auch als Produzent und Regisseur einiger Stücke.
Mit seinen Regiearbeiten Miles from Home und Von Mäusen und Menschen etablierte er sich in Hollywood, in letzterem Film auch als Schauspieler, und manifestierte dies unter anderem durch Rollen in Apollo 13, The Green Mile und Mission to Mars. Für seine Darbietung als Lt. Dan Taylor in Forrest Gump war er bei der Oscarverleihung 1995 als bester Nebendarsteller nominiert. Durch die Krimiserie CSI: NY, in der er Detective Mac Taylor verkörpert, wurde er ab 2004 auch einem breiten Fernsehpublikum bekannt.
Seine deutsche Synchronstimme ist Tobias Meister.

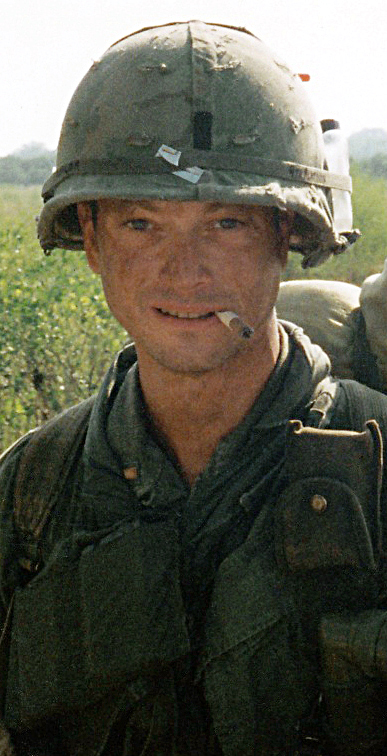
Sinise auf dem Filmset von Forrest Gump (1993)

Seit 2003 spielt er den Bass in der von ihm gegründeten Lieutenant Dan Band – benannt nach der von Sinise in Forrest Gump verkörperten Filmfigur. Diese Band tritt zu karitativen Zwecken auf, zumeist zur Unterstützung versehrter US-amerikanischer Veteranen – so für die United Service Organizations und auch für die von Sinise ins Leben gerufene Aktion Operation Iraqi Children, die Schulen im Irak mit Schulmaterial versorgt.
Sinise ist in Hollywood als Unterstützer der Republikaner bekannt und war 2004 Mitbegründer der Organisation Friends of Abe, die als konservatives Netzwerk in Hollywood wirkt. Seine öffentliche Unterstützung der Partei und ihrer Präsidentschaftskandidaten endete abrupt mit der erfolgreichen Kandidatur Donald Trumps, gegen den er sich von Beginn an deutlich aussprach. Die 1500 Mitglieder von Friends of Abe, darunter neben Sinise beispielsweise auch Clint Eastwood und Kelsey Grammer, lösten die Organisation in ihrer damaligen Form im April 2016 (im Angesicht der republikanischen Präsidentschaftskandidaturen) auf, um zu den „Wurzeln ihrer Entstehung zurückzukehren“ – einem „kleinen Projekt aus Leidenschaft, ohne die aufwändige Infrastruktur, die Großveranstaltungen und den Personalaufwand.“ Zu den genannten Großveranstaltungen hatten in den Jahren zuvor auch Vorträge bekannter Republikaner, darunter Trump, gezählt, was nach seiner kontroversen Kandidatur in dem exklusiven Club über Jahre hinweg für Disput sorgte.
1976 lernte Sinise die Schauspielerin Moira Harris kennen. Harris hatte unmittelbar zuvor ihr Schauspielstudium abgeschlossen und trat dem noch jungen Ensemble des Steppenwolf Theatre bei. Sie heirateten 1981 und haben miteinander drei Kinder, einen Sohn und zwei Töchter. Sein Sohn Mac starb im Januar 2024 im Alter von 33 Jahren an Krebs.

## Filmografie
Als Schauspieler
- 1978: Eine Hochzeit (A Wedding)
- 1980: Unter der Sonne Kaliforniens (Knots Landing, Fernsehserie, Folge 1x10)
- 1984: Family Secrets (Fernsehfilm)
- 1984: True West
- 1986–1987: Crime Story (Fernsehserie, 2 Folgen)
- 1989: The Final Days (Fernsehfilm)
- 1989: My Name Is Bill W. (Fernsehfilm)
- 1990: Hunter (Fernsehserie, Folge 6x16)
- 1991: The Grapes of Wrath
- 1992: Von Mäusen und Menschen (Of Mice and Men)
- 1992: Spezialeinheit IQ (A Midnight Clear)
- 1992: The Witness (Kurzfilm)
- 1993: Mein Vater – Mein Freund (Jack the Bear)
- 1994: Stephen Kings The Stand – Das letzte Gefecht (The Stand, Miniserie, 4 Folgen)
- 1994: Forrest Gump
- 1995: Apollo 13
- 1995: Schneller als der Tod (The Quick and the Dead)
- 1995: Truman – Der Mann, der Geschichte schrieb (Truman, Fernsehfilm)
- 1995: Frasier (Fernsehserie, Folge 2x18, Stimme von Sid)
- 1996: Kopfgeld – Einer wird bezahlen (Ransom)
- 1996: Albino Alligator
- 1997: Wallace (George Wallace, Fernsehfilm)
- 1998: Spiel auf Zeit (Snake Eyes)
- 1999: The Green Mile
- 1999: Rage – Irrsinnige Gewalt (It’s the Rage)
- 1999: Verlorene Sieger (That Championship Season, Fernsehfilm)
- 2000: Bruno
- 2000: Mission to Mars
- 2000: Wild Christmas (Reindeer Games)
- 2001: Impostor
- 2002: A Gentleman’s Game
- 2002: Path to War (Fernsehfilm)
- 2002: Made-Up
- 2003: Fallen Angel (Fernsehfilm)
- 2003: Der menschliche Makel (The Human Stain)
- 2003: Mission: SPACE (Kurzfilm)
- 2004: Die Vergessenen (The Forgotten)
- 2004: Hawaii Crime Story (The Big Bounce)
- 2004: Riding the Bullet – Der Tod fährt mit (Riding the Bullet: The Dead Travel Fast)
- 2004–2005: CSI: Miami (Fernsehserie, 2 Folgen)
- 2004–2013: CSI: NY (Fernsehserie, 197 Folgen)
- 2005: Magnificent Desolation: Walking on the Moon 3D (Dokumentarfilm, Stimme von Gene Cernan)
- 2006: Jagdfieber (Open Season, Stimme von Shaw)
- 2008: When We Left Earth: The NASA Missions (Miniserie, 6 Folgen, als Erzähler)
- 2009: WWII in HD (Miniserie, 10 Folgen, als Erzähler)
- 2010–2012: Missions That Changed the War (14 Folgen, Stimme als Erzähler)
- 2011: None Less Than Heroes: The Honor Flight Story (Dokumentarfilm, Stimme als Erzähler)
- 2011: Lt. Dan Band: For The Common Good (Dokumentarfilm)
- 2012: Missions That Changed the War (Fernsehserie, Folge 2x01)
- 2013: CSI: Vegas (CSI: Crime Scene Investigation, Fernsehserie, Folge 13x13)
- 2014: The Return of the First Avenger (Captain America: The Winter Soldier, Stimme des Smithsonian-Erzählers)
- 2015: Beyond Glory (Stimme des Militärs)
- 2015: Criminal Minds (Fernsehserie, Folge 10x19)
- 2016–2017: Criminal Minds: Beyond Borders (Fernsehserie, 26 Folgen)
- 2020: Tote Mädchen lügen nicht (13 Reasons Why, Fernsehserie, 10 Folgen)
- 2020:  I Still Believe
- 2020: Good Joe Bell

Als Filmschaffender
- 1988: Der letzte Outlaw (Miles from Home, Regisseur)
- 1992: Von Mäusen und Menschen (Of Mice and Men, Regisseur und Produzent)
- 2001: Impostor (Produzent)
- 2004–2013: CSI: NY (Fernsehserie, 197 Folgen, Produzent)
- 2016–2017: Criminal Minds: Beyond Borders (Fernsehserie, 26 Folgen, Produzent)

## Videospiel
- 2008: CSI: NY (Detective Mac Tayler Synchronisation)

## Auszeichnungen und Nominierungen
Academy Awards (Oscar)
- 1995: Bester Nebendarsteller – Lieutenant Dan Taylor in Forrest Gump – nominiert

Filmfestspiele Cannes
- 1988: Goldene Palme – nominiert

Golden Globes
- 1994: Bester Nebendarsteller (Kinofilm) – Forrest Gump – nominiert
- 1995: Bester Darsteller (Fernsehfilm/Miniserie) – Truman – gewonnen
- 1997: Bester Darsteller (Fernsehfilm/Miniserie) – George Wallace – nominiert

Emmy Awards
- 1995: Bester Darsteller (Fernsehfilm/Miniserie) – Truman – nominiert
- 1997: Bester Darsteller (Fernsehfilm/Miniserie) – George Wallace – gewonnen

Screen Actors Guild Awards
- 1994: Bester Nebendarsteller – Forrest Gump – nominiert
- 1994: Bester Darsteller (Miniserie/Fernsehfilm) – The Stand – nominiert
- 1995: Bestes Schauspiel-Ensemble (Kinofilm) – Apollo 13 – gewonnen
- 1995: Bester Darsteller (Miniserie/Fernsehfilm) – Truman – gewonnen
- 1997: Bester Darsteller (Miniserie/Fernsehfilm) – George Wallace – gewonnen

National Board of Review
- 1994: Bester Nebendarsteller – Forrest Gump – gewonnen

Chicago Film Critics Association
- 1994: Bester Nebendarsteller – Forrest Gump – nominiert

Satellite Awards
- 1997: Golden Satellite Award: Bester Darsteller (Fernsehfilm/Miniserie) – George Wallace – gewonnen

Saturn Awards
- 1994: Bester Nebendarsteller – Forrest Gump – gewonnen

CableACE Awards
- 1995: Bester Darsteller (Film/Miniserie) – Truman – gewonnen
- 1997: Bester Darsteller (Film/Miniserie) – George Wallace – gewonnen

Dallas–Fort Worth Film Critics Association
- 1994: Bester Nebendarsteller – Forrest Gump – nominiert

Weitere Ehrungen
- 2012: Ernennung zum Honorary Chief Petty Officer der United States Navy[9]
- 2013: Ernennung zum Honorary Marine durch das United States Marine Corps[10]
- 2016: Ernennung zum Honorary Battalion Chief des New York City Fire Department[11]
- 2017: Stern auf dem Hollywood Walk of Fame für seine Schauspiel- und Regiearbeit
- 2017: James Cardinal Gibbons Medal der Catholic University of America für seine Benefizarbeit und seinen Einsatz für verletzte und traumatisierte Kriegsveteranen sowie deren Familien
- 2018: Ernennung zum Honorary Grand Marshal des Rose Bowl Game